# Träpatronerna
Träpatronerna (av ordet träpatron) är en svensk TV-serie i två omgångar, visad 1984 och 1988. Huvudförfattare var Bengt Bratt och handlingen utspelade sig i mellersta Norrland under 1860–70-talen; den kretsade kring det moderna skogsbrukets och sågindustrins ankomst till Norrland, affärsmännens uppköp av stora skogsmarker för små belopp (det så kallade baggböleriet), industrialismen och de begynnande sociala konflikterna kring sågverken, alltså delvis samma förlopp som Sara Lidman berättade om i Jernbanesviten (1977–85). Första säsongen fokuserar på bondfamiljerna Jonssons och Ödmarks liv, medan den andra säsongen fokuserar mer på disponentfamiljen Enhammars liv och livet för arbetarna vid Sundsvallstraktens sågverk.

## Handling
Inspektor Mårtensson far runt i de norrländska skogarna och köper upp avverkningsrätter hos bönder. Hos Olof Jonsson blir han utkastad efter att fru Maria genomskådat affären, men grannen Isac Ödmark säljer glatt avverkningsrätten för 800 riksdaler. Olofs son Per har tröttnat på bondelivet och beger sig av till Sundsvall tillsammans med Isacs son Nils för att söka arbete på ett av sågverken. Den första tiden blir hård för nybörjarna, men Per lyckas snart göra karriär på sågverket och får ta på sig kostym.

## Rollista
- Gunnar Öhlund - Olof Jonsson, bonde
- Gunnel Lindblom - Maria
- Bengt Bauler - Per Olofsson
- Gabriella Repic - Sara Olofsdotter
- Jan-Erik Emretsson - Gustav Olofsson
- Gunilla Nyroos - Lena Carlsdotter
- Rune Turesson - Enhammar, disponent på Tunviks sågverk
- Ann-Marie Gyllenspetz - fru Enhammar
- Micha Gabay - David Enhammar
- Anna C. Sundqvist - Louise
- Ernst Günther - Hjerne, grosshandlare
- Dan Sjögren - inspektor Mårtensson
- Alf Nilsson - Viklund
- Tommy Johnson - Isac Ödmark, bonde
- Kerstin Widgren - Cajsa
- Jan-Erik Hagström - Nils Ödmark
- Sven-Olof Jansson - Johannes Ödmark
- Maria Dehnisch - Sofia
- Ulf Qvarsebo - inspektor Nordin
- Willie Andréason - faktor Holm
- Halvar Björk - kolförman på sågverket
- Anders Janson - Eriksson, sågverksarbetare
- Gustav Levin - Alexis, sågverksarbetare
- Björn Novén - "Lillmasen", sågverksarbetare
- Carl-Axel Elfving - bokhållare på sågverket
- Magnus Eriksson - Axel Hjertstedt
- Stefan Sauk - Leonard Ulander
- Torsten Lilliecrona - disponent Edström
- Sven Holmberg - disponent Åslund
- Per Elam - disponent Åhlenius
- Sören Söderberg - Björklund
- Esko Kilpiö - Högberg, handelsman
- Roland Hedlund - gladlynt man på flotte
- Göthe Grefbo - bonde, Lenas tidigare husbonde
- Bert-Åke Varg - Jon Persson, ledare för timmerhuggarna
- Stig Torstensson - Ekshärad
- Per-Roger Normelli - Benjamin, uppfostringspojke
- Sune Mangs - skogsluffare
- Carl-Olof Alm - skogsluffare
- Ingmar Svensson - Johan Röst

Nytillkomna 1988:
- Tone Helly-Hansen - Alma
- Ingrid Janbell - Rebecka Enhammar
- Louise Stenbro - Sigrid, sömmerska
- Niklas Falk - apotekare Widgren
- Ove Tjernberg - Pettersson, emigrantagent
- Eivin Dahlgren - löskarl
- Tomas Laustiola - finländsk tolk
- Sten Ljunggren - Olsson, socialist
- Percy Brandt - Curry Treffenberg, landshövding
- Hans Mosesson - Staaf
- Dag Malmberg - Broström, sågverksarbetare
- Bernt Lundquist - Wikström, sågverksarbetare
- Måns Westfelt - Weidenhjelm
- Marvin Yxner - redaktör Struve
- Jan M. Hermfelt - J.R. Dicksson

## Inspelning
Sågverksmiljöerna spelades in på Vretens sågverk söder om Skövde som är en bevarad ångsåg från 1880-talet.